# Житомирський ґебіт
Жито́мирський ґебі́т, Жито́мирська окру́га (нім. Kreisgebiet Schitomir (спочатку), нім. Kreisgebiet Shitomir (пізніше)) — адміністративно-територіальна одиниця Житомирської генеральної округи райхскомісаріату Україна з центром у Житомирі.

## Історія
20 жовтня 1941 опівдні на території майбутньої Житомирської округи виникли дві округи: Житомирська міська (нім. Kreisgebiet Shitomir-Stadt) у складі 1 району (місто Житомир) та Житомирська сільська (нім. Kreisgebiet Shitomir-Land), що поділялася на два сільські райони, які відповідали двом довоєнним радянським районам Житомирської області: Житомирському і Черняхівському. Адміністративними центрами обох утворень було місто Житомир. 
1 грудня 1942 Житомирський міська та Житомирська сільська округи злилися в єдиний Житомирський ґебіт. 
12 грудня 1942 з частини Житомирського (вигин Житомирського району на південь від Житомира і частина Троянівського району на схід від річки Гнилоп'ять) та частини Бердичівського (смуга вздовж північної межі Бердичівського району і частина Андрушівського району довкола села Ляхівці) ґебітів утворено новий ґебіт Гегевальд. Одночасно іншу частину Бердичівської округи (залишок Троянівського району) було приєднано до Житомирської округи.
1 квітня 1943 відбулося остаточне формування Житомирського ґебіта з огляду на остаточне визначення меж Гегевальда.
Станом на 1 вересня 1943 Житомирський ґебіт складався з 3 районів: міського району Житомир (нім. Rayon Shitomir-Stadt), сільського району Житомир (нім. Rayon Shitomir-Land) і Черняхівського району (нім. Rayon Tschernjachow).
У Житомирі в 1941—1943 роках виходив часопис «Голос Волині», редактором якого був Є. Огуревич (1941) і Юрій Гриненко (1941-1943).
31 грудня 1943 року адміністративний центр округи зайняли радянські війська.